# Стратегія павука
«Стратегія павука» (італ. Strategia del Ragno) — малобюджетний фільм Бернардо Бертолуччі, знятий для італійського телебачення в 1970 році за мотивами оповідання Хорхе Луїса Борхеса «Тема зрадника і героя». За словами режисера, в «Стратегії павука» він розглядає ті ж теми, що і в «Конформісті»: психологічні джерела фашизму, вторгнення минулого в сьогодення, героїзація зради.

## Сюжет
На початку розповіді Борхес зауважує, що описувані події могли статися де завгодно: «припустимо, це було в Ірландії». Дія фільму Бертолуччі, навпаки, нерозривно пов'язана з місцем дії. Місце дії — італійський регіон Емілія-Романья, там, де зародився фашизм. Зйомки велися на безлюдних вуличках ренесансного міста Саббйонета. У фільмі місто назване ім'ям давньоірландскої столиці — Тара.
Перші кадри фільму нагадують «Прибуття поїзда» братів Люм'єр. Атос Маньяні (Джуліо Броджі) виходить з потягу на місцевій станції, щоб з'ясувати подробиці смерті батька (його грає той же актор). Він потрапляє на вулицю імені свого батька, де встановлено його бюст. Напис говорить, що старший Атос Маньяні — герой антифашистського руху, «підло вбитий» фашистами у 1936 році. Повне місто старих, здається, застигло у часі; воно як і раніше харчується життєвою силою полеглого героя; всі навколо говорять тільки про нього.
Розслідування приводить молодого Атоса в будинок подруги батька на ім'я Дрейфа. Вона допомагає йому розшукати трьох найближчих товаришів батька із антифашистського руху. Їх показання різняться на кшталт «Расемон». Частішають флешбеки, в яких батька все важче стає відрізнити від сина, минуле — від справжнього. Син все більш ідентифікує себе з батьком.
Зрештою на поверхню виступає істина. Атос-старший з друзями готували замах на Муссоліні. Диктатор мав бути убитий в місцевому театрі на виставі «Ріголетто» (музика з якого супроводжує весь фільм). Атос-старший таємно видав змову місцевим фашистам. Друзі вирішили поквитатися з ним і засудили його до смерті. Той запропонував інсценувати його вбивство фашистами в тому ж самому театрі, щоб його ім'я стало прапором антифашистської боротьби. Зраду Атоса-старшого вдалося приховати від навколишніх, і для майбутніх поколінь він став улюбленим символом благородства, борцем за ідею.
Подоба сина з батьком проявляється в тому, що молодший Маньяні не наважується відкрити городянам правду. Героїчна ілюзія для нього дорожче непривабливої істини. Він збирає валізу і вирушає на залізничну станцію, щоб покинути застигле у часі місто. Однак поїзд не приходить, і рейки поросли травою. Атос-молодший виявляється бранцем Тари, тієї павутини, яку сплів його батько, — павутини, в якій істина не відрізняється від брехні.

## У ролях
- Джуліо Броджі — Атос Маньяні (син), Атос Маньяні (батько)
- Аліда Валлі — Драіфа
- Тіно Скотті — Коста
- Піппо Кампаніні — Гайбацці
- Франко Джованеллі — Расорі
- Ален Міджетт — моряк

## Знімальна група
- Режисер: Бернардо Бертолуччі
- Сценарій: Бернардо Бертолуччі, Марілу Паролін, Едуардо де Грегоріо, Марілу Пароліні
- Продюсер: Джованні Бертолуччі
- Оператори: Вітторіо Стораро, Франко Ді Джакомо

## Тематика і форма
Кінокритики бачать у фільмі висловлювання молодого режисера, який знаходився під впливом П'єра Паоло Пазоліні, на тему принципової видумки будь-якого історико-ідеологічного наратива. Мало того, що історія — за своєю природою вигадка, одного усвідомлення брехні недостатньо для подолання її наслідків. Для Роджера Еберта основне питання фільму — «що важливіше, хто ми є насправді або те, за кого приймають нас люди?». Режисер не поспішає з відповіддю на це питання. Французький історик Марк Феро відзначав у Бертолуччі в цій картині скрупульозність в деталях і рівень опрацювання фільму, де режисер вміє «… за допомогою простої червоної хустки обставити перехід до далекого минулого або у вигаданий світ».
Теми двозначності, нерозв'язності виявляються за допомогою кінематографічної форми. Молодий оператор Вітторіо Стораро (в 1980-х він буде тричі відзначений премією «Оскар») методично стирає відмінності між світлом і тінню, між днем і ніччю, між минулим і сьогоденням. У довоєнному минулому і в сьогоденні героїв зображають одні і ті ж актори. Поруч з нестаріючим героєм його товариші здаються руїнами. Кіночас, таким чином, виявляється застиглим на місці.